# Свербіж геніталій
Генітальний свербіж — це відчуття необхідності почухати статеві органи. Здебільшого цей термін обмежується свербінням вульви або піхви, а анальний свербіж розглядається окремо. Генітальний свербіж може бути значним, якщо він тривалий, сильний або пов'язаний з аномальними виділеннями з піхви. Він може істотно впливати на якість життя людини.
У жінок поширеними причинами є вагінальна грибкова інфекція, бактеріальний вагіноз, трихомоноз, алергічні реакції або реакції подразнення та атрофічний вагініт. До поширених подразників належать латексні презервативи, сперміциди та запашники. Іншими причинами можуть бути дерматофітоз, лобковий педикульоз, короста, атопічний дерматит, псоріаз і склерозний лишай. Зрідка це може бути наслідком раку вульви. Діагноз, як правило, ґрунтується на симптомах та огляді.
Лікування включає усунення основної причини, якщо це можливо. Інші заходи включають уникнення потенційних подразників, таких як вагінальні «очищувальні» засоби та креми, і носіння вільного одягу. Можна продовжувати миття водою з милом без ароматизаторів і барвників разом із використанням вазеліну. Корисними можуть бути стероїдний крем і антигістамінні препарати. Нанесення на промежину крему з естрогеном може бути корисним для лікування атрофічного вагініту після менопаузи.